# Letiště Fua'amotu
Mezinárodní letiště Fua'amotu (IATA: TBU, ICAO: NFTF) se nachází na jižní straně ostrova Tongatapu, největšího ostrova Tonžského království, 21 km od hlavního města Nuku'alofy. Bylo centrálním letištěm tonžských aerolinií Royal Tongan Airlines, které zanikly v roce 2004 a nahradily je Peau Vava'u, které zde sídlí také.

## Historie
Letiště bylo založeno v roce 1940, původně jako jedno z vojenských letišť. V roce 1970 byl rozšířen s možností přijímat velká letadla, jako např. Boeing 767. Stále ale není na tolik vybavené, aby na něm mohla přistávat obří letadla (např. Boeing 747). V současné době je to jedno z nejrušnějších letišť v Tichomoří.

## Vybavení a vzhled
Všechny lety jsou soustřeďovány do dvou terminálů - mezinárodní lety do velkého, domácí spoje do menšího terminálu. Terminál pro mezinárodní lety je velmi moderní (včetně duty free, směnárny, obchodu s upomínkovými předměty, a za $50 na osobu VIP lounge), dále má letiště parkoviště, malou kontrolní věž a osvětlení hlavní ranveje.
Mezinárodní letiště Fua'amotu má dvě přistávací a vzletové dráhy - hlavní asfaltovou o délce 2 681 m, druhá dráha je pouze travnatá a je dlouhá 1 509 m.
Mezi letištěm a hlavním městem není žádná pravidelná veřejná doprava, nicméně mnoho hotelů zajišťuje svým hostům transfer z letiště i zpět. Lze samozřejmě použít také taxi, které stojí asi T$40.